# Ибрагим, Халил
Халил Ибрагим (азерб. Xəlil İbrahim; 1892—1938) — азербайджанский писатель, публицист, переводчик, критик, просветитель, общественный деятель. 

## Жизнь
Халил Ибрагим оглы Ибрагимов родился в 1892 году в Шуше. Отец,кустарь-башмачник, умер, когда ему было 5 лет. Он вместе с 4 братьями и одной сестрой – Гейчей остались на иждивении матери – ковроткачихи, единственной помощницей являлась 9-летняя сестра, тоже ковроткачиха. Халил Ибрагимов учился в русско-татарской школе на стипендию мецената Г. Сариджалинского. Затем продолжил образование в реальных училищах Шуши и Баку на стипендии разных лиц и организаций. В 1909 году, не имея стипендии на продолжение образования, он прерывает учёбу, и целый год скитается в поисках заработка по городам Южного Каваказа Гяндже, Тифлису, Баку. Наконец, в 1911 году поступает домашним учителем к внукам знаменитого поэта Касыма-бека Закира в его поместье в селении Сариджалы. В 1912 году учительствовал в школе общества «Нешри-Маариф» в бакинском селении Амираджаны. Сотрудничал с газетами «Ачыг сёз», «Игбал», «Бесирет». В 1919 году, с 4 июля по 1 сентября, был редактором газеты «Азербайджан» на русском языке.
С 1930 года полтора года работал редактором художественной литературы в Азернешре. В совершенстве зная фарси, русский, арабский, немецкий и английский языки по решению директивных органов в течение пяти лет с 1931 года занимался переводами. Среди них статьи В. Ленина, К.Маркса, трагедия «Макбет» У.Шекспира, И.Шиллера «Коварство и любовь», А. Толстого «Заговор императрицы» и другие. Переводы классиков марксизма подлежали изданию в 1937-1938г.г.
В период репрессий тридцатых годов был арестован и расстрелян. В июне 1956г. Халил Ибрагимов был реабилитирован определением Судебной коллегии по Уголовным делам Верховного Суда Азерб. ССР.

## Творчество
Его путь в журналистике начался с газеты «Сада», потом были разные редакции — «Ачыг сёз», «Азербайджан», «Кяндли», «Коммунист». Халил Ибрагим писал о самых разнообразных проблемах — общественно-политических, культурно-просветительских, социального характера. Тема освобождения женщин соседствовала с вопросами преодоления безграмотности, рецензиями на театральные спектакли с публицистическими статьями. Он был одним из первых, кто в день 50-летия со дня смерти М.Ф.Ахундова в статье «Великий юбиляр» написал о нём, как «о прекрасном поэте, писателе, первом азербайджанском драматурге, глубоком психологе, исследователе, новаторе, реформаторе…».
В организованном в 1917 году обществе журналистов и писателей, в котором активно участвовали Гусейн Джавид, Сеид Гусейн, Абдулла Шаиг и другие видные представители интеллигенции, Халил Ибрагим был избран секретарем. Он — один из первых членов общества «Исследователи изучения Азербайджана», активный сотрудник Комиссии по алфавиту и терминологии. Вместе с Шафи беком Рустамбейли (в 1923 г. эмигрировал в Турцию), братьями Гаджибековыми — Узеир беком и Джейхун беком (в 1919 году уехал и остался в Париже) был одним из основателей газеты «Азербайджан».
Согласно постановлению АзЦИК, он был избран ответственным секретарем Комиссии по выработке научной терминологии, а затем стал редактором её печатного органа «Дилимизин ислахи» («Реформа нашего языка») при газете «Коммунист». В совершенстве владея русским, фарсидским, арабским, немецким, английским языками, занимался переводами. «Макбет» У.Шекспира, «Коварство и любовь» Ф.Шиллера и другие произведения классиков, переведенные им, лежали на его письменном столе рядом с трудами классиков марксизма-ленинизма, с которыми он познакомил азербайджанского читателя, переведя их на родной язык. Результаты своей работы ему увидеть не удалось, как и тюркские литературные словари, в составлении которых он участвовал. Переводы классиков марксизма подлежали изданию в 1937-1938 годах, но до этого он уже не дожил.
В своей автобиографии Х. Ибрагимов признавался, что был сторонником общественной работы и с 18 лет участвовал в многочисленных общественно-политических организациях. С начала революции 1917г. он в течение двух лет участвовал в деятельности партии «Мусават». С установлением Советской власти в Азербайджане развернулась его работа, кроме публицистики и в научно-литературной деятельности. Это и составление терминологии марксизма, где по постановлению АзЦИКе он был избран ответственным секретарем, а затем редактором органа этой комиссии при газете «Коммунист» и «Дилимизин ислахи». В том же году им была написана брошюра исследовательского характера «Происхождение чадры», которая была включена в план издания АЗЕРНЕШРа, однако в 1925 году по неизвестной причине эта статья не печатается.
Халил Ибрагимов участвовал в составлении тюркских литературных словарей до 2тысяч и 8тысяч слов, их тоже не издали, версия неизвестна. Он был журналистом, театральным критиком, переводчиком. Во всех жанрах проявлял себя, как грамотный специалист. В своих критических рецензиях на театральные спектакли, оперы, оперетты он не щадил драматурга, режиссёра, артиста, но уместные замечания были лаконично и вежливо указаны в критических статьях, где грубо нарушались традиции и обряды народа.
На основании постановления тройки (Х.Маркарян, Атакишиев, М.Д. Багиров, состав которой утверждался в республике) НКВД Азерб.ССР 12 марта 1938г. Халил Ибрагим оглы Ибрагимов был осужден к высшей мере наказания – расстрелу. Приговор Верховного суда Азерб.ССР 18 марта 1938г. был исполнен.

## Cемья
Жена Х.Ибрагимова – Гюлюстан ханым, была женщиной образованной, она окончила акушерско-фельдшерские курсы медсестер. В период Второй мировой войны 1941-1945г.г. Гюлистан ханым работала в эвакуационном госпитале из Ленинграда. На лето 1942г. госпиталь был эвакуирован из Баку и Гюлляру временно поместили в детдом на станции Инжирная (на Абшероне), а брата Эльхана мобилизовали на фронт, где он служил под Моздоком. Примечательно, что Эльхан оказался в одной части с друзьями Артогрулом (сыном Гусейна Джавида) и Тукаем (сыном Ахмед Джавада). Во время фашистской бомбежки зимой 1942г., в окопе их засыпало мокрым грунтом, где они находились продолжительное время, пока их обнаружили. Эльхан и Тукай вернулись в госпиталь в Баку, Артогрул скончался в Тбилисском госпитале.
Гюлляра ханым рассказывала, что, благодаря Председателю Совета Министров Азерб. ССР Мирзе Ибрагимову, брата Эльхана и сестру Солмаз ханым в 1944г. смогли отправить в Москву для получения высшего образования. В дорогу их одели и обули одеждой из посылок американских союзников. Эльхан стал переводчиком, окончив МГУ им. М.Ломоносова факультет востоковедения. Вернувшись в Баку в 1956г. он был принят в Союзы писателей и журналистов Азербайджана. Солмаз ханым окончила в Москве Педагогический Институт им. В.Ленина и в 1948г. была направлена в Баку педагогом английского языка в Институт Иностранных Языков. Однако, через год её уволили с работы, как «дочь врага народа». Но, мир не без добрых людей, и ей дали возможность работать в школе и Энерго-техникуме. Затем она переезжает в Москву, и работает доцентом кафедры в Педагогическом Институте Иностранных Языков им. М.Тореза. В настоящее время Солмаз ханым пенсионер и живёт в Москве.
Младшая дочь Х.Ибрагимова – Гюлляра ханым в 1957г. окончила Московский Институт Инженерно-водного хозяйства им.В. Вильямса и, защитив аспирантуру в 1976г. получила степень кандидата технических наук. В настоящее время, она доцент кафедры в Азербайджанском Архитектурно-строительном Университете. Она является автором книги «Независимость, пройденная сквозь камни». В книге собраны статьи отца – Халила Ибрагимова о М.Ф.Ахундове, А. Ахвердиеве, Г.Джавиде, Г.Плеханове, Ф.Шеллинге и Г. Гегеле, о Л.Фейербахе, и других, а также рецензии на театральные постановки, напечатанные в газетах «Игбал» (Судьба), «Азербайджан», «Коммунист», в журнале «Маариф ишчиси», где проработал в течение 14-и лет, начиная с 1914г.